# Amalda petterdi
Amalda petterdi is een slakkensoort uit de familie van de Olividae. De wetenschappelijke naam van de soort is voor het eerst geldig gepubliceerd in 1893 door Tate.